# Julie de Brandebourg
Sophie Julie comtesse de Brandebourg (né le 4 janvier 1793, baptisé le 2 février 1793 à Neuchâtel et morte le 27 janvier 1848 à Vienne) est une fille illégitime du roi de Prusse Frédéric-Guillaume II et de son « épouse morganatique », la comtesse Sophie von Dönhoff. Elle est la sœur du ministre-président prussien Frédéric-Guillaume de Brandebourg.

## Biographie
Julie grandit dans la maison du maréchal prussien Valentin von Massow (1752-1817). Dans sa jeunesse, elle est considérée comme la plus belle femme de la cour de Prusse et a de nombreux admirateurs, parmi lesquels : Oldwig von Natzmer, qu'elle rejette comme ne correspondant pas à son statut. Grâce à son mariage avec Frédéric-Ferdinand d'Anhalt-Köthen en 1816, elle devient duchesse d'Anhalt-Köthen. Le mariage reste sans enfant.
Le 24 octobre 1825, le couple ducal se convertit à la foi catholique à Paris, préparée par le père jésuite Rousin. La conversion n'est cependant annoncée que le 13 janvier 1827, après que Julie, en tant que demi-sœur du roi Frédéric-Guillaume III, informe personnellement la cour de sa démarche. Il s'ensuivit des réactions indignées de la cour de Prusse. Le couple ducal est accusé de prosélytisme et d'amitié avec les jésuites. La correspondance entre Berlin et Köthen est assurée par l'intermédiaire du consul général autrichien Adam Heinrich Müller à Leipzig. En 1826, son parent Theodor Friedrich Klitsche de la Grange (de) (1799-1868) devient chargé d' affaires du duché d'Anhalt-Köthen auprès du Saint-Siège ; En 1828, une ambassade romaine est fondée à Köthen. Cependant, une communauté catholique existe déjà à Köthen sous les prédécesseurs du couple ducal. Après la mort de son mari en 1830, Julie quitte le pays et voyage avec son confesseur jésuite Pierre Jean Beckx. En 1831, elle séjourne près de Rome à la Villa Grazioli (de) et y reçoit le pape Grégoire XVI pour un petit-déjeuner partagé. Elle s'installe plus tard à Vienne avec Beckx, où elle meurt en 1848.
Elle est enterrée à côté de son mari dans la chapelle de la crypte de l'église Sainte-Marie de Köthen (de), qu'elle a fondée.